# プリティ・リトル・ライアーズ
『プリティ・リトル・ライアーズ』（原題：Pretty Little Liars）は、サラ・シェパードの小説「ライアーズ」シリーズを原作とするテレビドラマ。キャッチコピーは「女の子は嘘と秘密でできている」。ゴシップガールやデスパレートな妻たちの制作陣が手がけており、“ティーン版「デスパレートな妻たち」”とも呼ばれている。

## 概要
ワーナー・ブラザース・テレビジョンがABCファミリーに向けて2010年6月8日に放送開始。第1シーズンは当初10話の予定だったがABCファミリーはさらに12話を制作することになり2011年3月21日に放送を終了した。第2シーズンは2011年6月14日に放送開始、13 Nights of Halloweenでのハロウィン特別版など3話が追加され計25話が放送。ハロウィン特番（10月19日放送）では250万人が視聴した。第3シーズンは2012年4月2日に撮影開始。6月5日に放送開始した。
2012年10月4日、ABCファミリーは 『プリティ・リトル・ライアーズ』の第4シーズンの製作決定を発表。2013年3月14日から撮影を開始し、同年6月11日からアメリカで放送開始である。
2013年3月26日には、ABCファミリーが『プリティ・リトル・ライアーズ』第5シーズンの放送決定と、この番組のスピンオフに当たる新ドラマシリーズRavenswoodの製作、Ravenswoodの放送開始を2013年10月頃と発表した。Ravenswoodは2013年10月から2014年2月までABCファミリーで放送されたが、低視聴率を理由に打ち切られている。(後述)また、2017年9月25日にフリーフォームから「プリティ・リトル・ライアーズ」のアリソン・ディローテンティスとモナ・バンダーウォールを主人公にしたスピンオフ作品「Pretty Little Liars: The Perfectionists」のパイロット版の制作が発表され、2019年3月20日から同年5月22日まで放送されたが、同年9月に打ち切りが発表された（後述）。
国内では、Dlifeにて2012年3月の開局直後から2013年2月にかけてシーズン1、2を、2013年10月から2014年3月までシーズン3が放送され、2014年10月からシーズン4を、2016年11月からシーズン5を放送。配信サイトではNetflixのほかU-NEXT、huluが配信をしている(シーズン１〜シーズン7)。
2022年12月9日からリブート版「プリティ・リトル・ライアーズ ORIGINAL SIN」がU-NEXTにて全10話独占配信。

## ストーリー
ペンシルベニア州の架空の町ローズウッドに暮らす仲良しの女子高生五人組のひとりアリソンが謎の失踪を遂げてから一年後。
残されたスペンサー、アリア、エミリー、ハンナの元に"A"と名乗る正体不明の人物から、彼女たちの重大な秘密にかかわる内容のメールが届き始める。

## スタッフ
- 製作総指揮：I・マーレーン・キング、オリバー・ゴールドスティック、レスリー・モーゲンスタイン、ボブ・レヴィ
- 撮影監督：ダナ・ゴンザレス
- 制作：ワーナー・ホライズン、アロイ・エンターテイメント
- 配給：ワーナー・ブラザース・テレビジョン

## 登場人物

### 主要人物

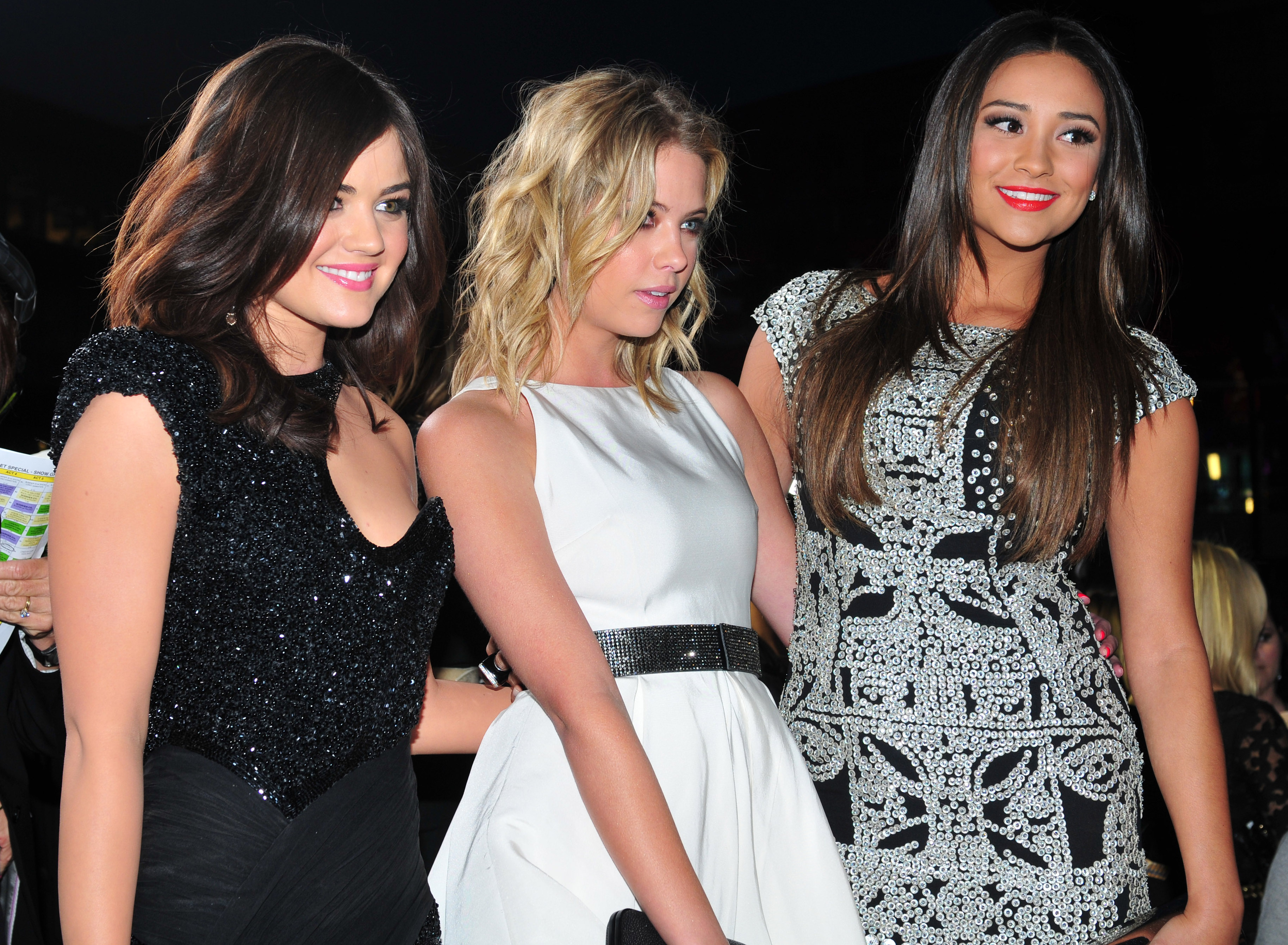
左から、ルーシー・ヘイル、アシュレイ・ベンソン、シェイ・ミッチェル。

アリソン・ディローレンティス
演 - サーシャ・ピーターズ、日本語吹替 - 本名陽子
学校で中心的な立場にいた美少女。グループのリーダー格だが、4人の秘密や弱みを握って恐怖で支配し他の男子や女子生徒にも様々なイジメを繰り返していた傲慢な性格。彼女の性格にアリア達も唖然とし恐怖を感じていた場面もあり、表向き仲良しグループではあったが実際は自分がイジメられるのが怖くて見て見ぬふりをしていた。ある日突然失踪し、それからしばらくして彼女の遺体が発見された。
アリア・モンゴメリー
演 - ルーシー・ヘイル、日本語吹替 - 小笠原亜里沙
みんなに愛される文学少女で成績優秀。エズラには当初大学生と偽り情熱的なキスをしたが高校教師と生徒とバレ、当初は諦めようとするもお互い気持ちを抑えられずに交際を続けるようになる。エズラとは秘密の恋人同士。当初は親友にも隠していたがAの企みにより露呈し親友のみ公認の関係になる。変わり者であるモナにも気遣い、当時ぽっちゃり体型で特別あかぬけていなかったハンナに嫌味を言ったアリソンをやんわり静止するなど正義感が強く心優しい性格。父、バイソンの不倫現場をアリソンと目撃して以来、嫌悪感を抱いていた。
スペンサー・ヘイスティングス
演 - トローヤン・ベリサリオ、日本語吹替 - 行成とあ
優等生で完璧主義の少女。姉の婚約者・レンに恋心を抱き、浮気し破綻させた。その後トビーと交際する。
ハンナ・マリン
演 - アシュレイ・ベンソン、日本語吹替 - 嶋村侑
おしゃれにうるさい少女。盗み癖がある。昔は、太っていたが必死のダイエットでスリムな体型を手に入れたがこの事がコンプレックスとなり、アリソンに脅されていた。長年思いを寄せていたショーンという恋人がいたが、シーズン１の途中ですれ違い破局。ショーンはそんなに彼女が好きではなかった様子。後に転校生のケイレブと付き合う。
エミリー・フィールズ
演 - シェイ・ミッチェル、日本語吹替 - 吉田聖子
水泳部のエース。スポーツが得意で、親の期待に応える少女。グループの中では控えめでおとなしい性格。同性愛者で、マヤに対する恋心に悩んでいたが、その後カミングアウトする。しかし、そのことが原因で母親と不仲になったがその後無事仲直りした。トビーとは親友である。マヤが失踪してからは水泳部のライバルだったペイジと付き合う。

### 主要人物の周辺人物
エラ・モンゴメリー
演 - ホリー・マリー・コームズ、日本語吹替 - 山像かおり
アリアの母。アリア達が通う高校の教師。夫の不倫をAからの手紙で知った時はひどいショックを受けた。しばらく経ったあと離婚した。
バイロン・モンゴメリー
演 - チャド・ロウ、日本語吹替 - 根本泰彦
アリアの父で、地元の大学の教授。元学生と不倫関係をもったことがあり、アリアからは嫌悪感を抱かれていた。その事をアリアに口止めした。今では、不倫を深く反省し良き父になれるよう努力している。その元学生の事は本気だった模様。しかし、アリアとエズラの関係を知ると自分のした行為は棚に上げて猛反対し激怒していた。
マイク・モンゴメリー
演 - コディ・クリスチャン、日本語吹替 - 河西健吾
アリアの弟で、ラクロス部に入っている。少々学校で問題を起こしていて、不法侵入で逮捕される。ハンナと一時期交際していた。
アシュリー・マリン
演 - ローラ・レイトン、日本語吹替 - 日野由利加
ハンナの母で、家庭よりも仕事を優先する傾向にある。ハンナが万引きした際、その事をもみ消す為に担当刑事と関係を待つなど親としての自覚は希薄。夫とは女性問題で離婚しており、お金に困り自分の銀行の顧客のお金をくすねたことがある。
トム・マリン
演 - ローク・クリッチロウ、日本語吹替 - 境賢一
ハンナの父親でアシュリーの元夫。娘の事。気にかけている。
ヴェロニカ・ヘイスティングス
演 - レスリー・フェラ、日本語吹替 - 小日向みわ
スペンサーとメリッサの母。
ピーター・ヘイスティングス
演 - ノーラン・ノース、日本語吹替 - 丸山壮史
スペンサーとメリッサの父。
メリッサ・ヘイスティングス
演 - トーレイ・デヴィート、日本語吹替 - 合田絵利
スペンサーの姉で、あらゆることにおいてスペンサーを上回っている。そのため、妹との仲は悪い。イアンとの子供を妊娠していたが流産。
ウェイン・フィールズ
演 - エリック・ステインバーグ、日本語吹替 - 藤真秀
エミリーの父である軍人。軍人のためあまり家にいない。
パム・フィールズ
演 - ニア・ピープルズ、日本語吹替 - 沢田泉
エミリーの母親。伝統を重んじる厳しい人物で、エミリーのマヤに対する恋心を知った時はショックのあまり怒り悲しんだ。
ジェイソン・ディローレンティス
演 - パーカー・バグリー(Parker Bagley)、ドリュー・ヴァン・アッカー、日本語吹替 - 中田隼人
アリソンの兄で、メリッサとスペンサーの異母兄弟でもある。変わり者である。
エズラ・フィッツ
演 - イアン・ハーディング、日本語吹替 - 花輪英司
英語教師。アリアの恋人。当初バーで知り合った時、大学生と偽ったアリアとトイレで情熱的なキスをするも、自身が勤務する事になった高校で再会。関係を断つと決心するも、気持ちを抑えられずに交際することになる。
モナ・ヴァンダーウォール
演 - ジャネル・パリッシュ、日本語吹替 - 合田絵利
シーズン1より登場。特別総集編である「ローズウッド入門」ではナレーターを担当。アリソンたちの仲間になりたかったがためにアリソンのまねをし続けた、元・ローズウッド一の嫌われ者の少女。変わった性格で学校では浮いた存在。IQも高く頭がキレる。
アリソン失踪後は、ハンナと親しくなり、一緒に行動することが増え、「大胆なイメチェン」も一緒に行った。また、昔のダサいイメージを消すためか少々口が悪い。
マヤ・セント・ジャーメイン
演 - ビアンカ・ローソン、日本語吹替 - 山根舞
アリソンたちの学校に転校してきた少女。アリソンが住んでいた家に越してきた。エミリーとは恋仲。また、アリソンの遺体もマヤの家の庭で発見された。
トビー・キャバノー
演 - キーガン・アレン、日本語吹替 - 逢笠恵祐
エミリーの親友で、スペンサーの恋人。一時は少女たちを陥れようとしていたが、彼女たちを守る側に移った。
ジェンナ・マーシャル
演 - タミン・サーソク、日本語吹替 - 中司ゆう花
トビーの義妹で、義兄とは肉体関係にあった。アリソンがトビーの家の物置に悪戯として花火を入れた際失明した。しばらくはフィラデルフィアの盲学校に通っていたが、アリソンの死を機にローズウッドに戻ってきた。
ケイレブ・リバース
演 - タイラー・ブラックバーン、日本語吹替 - 井上剛
初めはジェンナに金で雇われハンナに近づいたが、次第にハンナに惹かれて恋人となった。その後、ジェンナからの仕事は断りお金も返している。また、里親との関係は良くない。特技は、ハッキングや携帯の改造。
ダレン・ワイルデン
演 - ブライス・ジョンソン、日本語吹替 - 岩崎了
アリソン失踪事件の担当刑事。
ノエル・カーン
演 - ブラント・ドーハティ、日本語吹替 - 白川周作
学校で人気のある体育会系の少年で、ショーンとマイクの友人。アリアと一時期デートをしたこともあったが、アリアとエズラが秘密の恋人関係である事に気付き、そのことで2人を強請ったが、Aの策略にはまった。
ショーン・アッカード
演 - チャック・ヒッティンガー、日本語吹替 - 西健亮
当初ハンナの恋人であったがハンナを重荷に感じ破局。
ペイジ・マッカラーズ
演 - リンゼイ・ショウ、日本語吹替 - 石田嘉代
水泳部部長で、エミリーが来るまでは彼女が花形の選手だった。そのため、エミリーの才能に焼きもちを焼いている。気が強い性格でよくスポーツでも他の生徒にも反則技を仕掛けるなど素行も悪い。マヤに対する恋心を知って以来はそのことで彼女を脅していたが、現在は謝罪している。マヤ失踪後はエミリーと付き合う。
レン・キングストン
演 - ジュリアン・モリス、日本語吹替 - 遠藤純平
メリッサの元婚約者。
イアン・トーマス
演 - ライアン・メリマン、日本語吹替 - 樋口智透
メリッサの夫。教会でスペンサーを殺そうとするが後に自殺。
ルーカス・ゴッテスマン
演 - ブレンダン・ロビンソン、日本語吹替 - 新田英人
アリソンによく虐められていた少年で、彼女の死後も墓を荒らした。かつてハンナに報われぬ恋をし、友情という形で落ち着かせたことがある。ハンナの幸せを願っている。
ギャレット・レイノルズ
演 - ヤニ・ゲルマン、日本語吹替 - 水島大宙
アリソンの死の捜査にあたる捜査官。エミリーの家の近所に住んでいる。ジェンナと関係がある。
バリー・メイプル
演 - ジム・タイタス、日本語吹替 - 武田幸史
アリソンの死の捜査にあたる捜査官。
アン・サリバン
演 - アナベス・ギッシュ、日本語吹替 - 牛田裕子
シーズン2より登場。心理カウンセラー。少女たちがアリソンの死に向き合えるよう力を尽くした。Aが彼女の元を訪れた際、Aの正体を探ろうとするが、最終的に探るのをやめた。
その後も、登場人物たちの相談に乗っている。

## エピソード
| シーズン | シーズン | 話数 | 話数 | 放送期間      | 放送期間      |
| シーズン | シーズン | 話数 | 話数 | 初回放送      | 最終回放送    |
| -------- | -------- | ---- | ---- | ------------- | ------------- |
|          | 1        | 22   | 22   | 2010年6月8日  | 2011年3月21日 |
|          | 2        | 25   | 25   | 2011年6月14日 | 2012年3月19日 |
|          | 3        | 24   | 24   | 2012年6月5日  | 2013年3月19日 |
|          | 4        | 24   | 24   | 2013年6月11日 | 2014年3月18日 |
|          | 5        | 25   | 25   | 2014年6月10日 | 2015年3月24日 |
|          | 6        | 20   | 20   | 2015年6月2日  | 2016年3月15日 |
|          | 7        | 20   | 20   | 2016年6月21日 | 2017年6月27日 |

### シーズン1
- 米国初放送：2010年6月8日 - 2011年3月21日
- 日本初放送：2012年3月18日 - 2012年8月13日[22]

|        | タイトル（邦題）       | 原題                                        | 監督                         | 脚本                                   |
| ------ | ---------------------- | ------------------------------------------- | ---------------------------- | -------------------------------------- |
| 第1話  | 差出人は"A"            | Pilot                                       | レスリー・リンカ・グラッター | I・マーレーン・キング                  |
| 第2話  | ジェンナの帰郷         | The Jenna Thing                             | リズ・フリードランダー       | I・マーレーン・キング                  |
| 第3話  | 罪なき女子高生の死     | To Killa Mocking Girl                       | エロディ・キーン             | オリバー・ゴールドスティック           |
| 第4話  | 私の声が聞こえる?      | Can You Hear Me Now?                        | ノーマン・バックリー         | ジョセフ・ドハーティ                   |
| 第5話  | つらい現実             | Reality Bites Me                            | ウェンディ・スタンツラー     | ブライアン・M・ホールドマン            |
| 第6話  | 悪夢の学園祭           | There's No Place Like Homecoming            | ノーマン・バックリー         | マヤ・ゴールドスミス                   |
| 第7話  | ゆうべの余韻           | The Homecoming Hangover                     | クリス・グリスマー           | タマル・ラッディ                       |
| 第8話  | 波乱の除幕式           | Please Do Talk About Me When I'm Gone       | アーリーン・サンフォード     | ジョセフ・ドハーティ                   |
| 第9話  | パーフェクト・ストーム | The Perfect Storm                           | ジェイミー・バビット         | オリバー・ゴールドスティック           |
| 第10話 | 味方は近くに置け       | Keep Your Friends Close                     | ロン・ラゴマルシノ           | I・マーレーン・キング                  |
| 第11話 | 急展開                 | Moments Laterur                             | ノーマン・バックリー         | ジョセフ・ドハーティ                   |
| 第12話 | 消えない傷             | Salt Meets Wound                            | ノーマン・バックリー         | オリバー・ゴールドスティック           |
| 第13話 | 仮面の敵意             | Know Your Frenemies                         | ロン・ラゴマルシノ           | I・マーレーン・キング                  |
| 第14話 | いけない願いごと       | Careful What U Wish 4                       | ノーマン・バックリー         | タマル・ラッディ                       |
| 第15話 | ウソも方便             | If At First You Don't Succeed,Lie,Lie Again | ロン・ラゴマルシノ           | マヤ・ゴールドスミス                   |
| 第16話 | 昨日の敵は…            | Je Suis Une Amie                            | クリス・グリスマー           | ブライアン・M・ホールドマン            |
| 第17話 | 変わり果てた日常       | The New Normal                              | マイケル・グロスマン         | ジョセフ・ドハーティ                   |
| 第18話 | 悪魔の素顔             | The Badass Seed                             | ポール・ラザルス             | フランチェスカ・ロリンズ               |
| 第19話 | 重要参考人             | A Person of Interest                        | ロン・ラゴマルシノ           | I・マーレーン・キング ジョエル・レノン |
| 第20話 | 誰かが見ている         | Someone to Watch Over Me                    | アーリーン・サンフォード     | ジョセフ・ドハーティ                   |
| 第21話 | モンスターの正体       | Monsters in the End                         | クリス・グリスマー           | オリバー・ゴールドスティック           |
| 第22話 | 誰かのために鐘は鳴る   | For Whon the Bell Tolls                     | レスリー・リンカ・グラッター | I・マーレーン・キング                  |

### シーズン2
- 米国初放送：2011年6月14日 - 2012年3月19日
- 日本初放送：2012年8月20日 - 2013年2月4日

|        | タイトル（邦題）   | 原題                                  | 監督                         | 脚本                                                  |
| ------ | ------------------ | ------------------------------------- | ---------------------------- | ----------------------------------------------------- |
| 第1話  | まだ生きている     | It's Alive                            | ロン・ラゴマルシノ           | I・マーレーン・キング                                 |
| 第2話  | 別れの時           | The Goodbye Look                      | ノーマン・バックリー         | ジョセフ・ドハーティ                                  |
| 第3話  | トラブルメーカー   | My Name Is Trouble                    | エロディ・キーン             | オリバー・ゴールドスティック                          |
| 第4話  | ブラインド・デート | Blind Dates                           | ディーン・ホワイト           | チャーリー・クレイグ                                  |
| 第5話  | 野放しにされた悪魔 | The Devil You Know                    | マイケル・グロスマン         | マヤ・ゴールドスミス                                  |
| 第6話  | 執着               | Never Letting Go                      | J・ミラー・トビン            | ブライアン・M・ホールドマン                           |
| 第7話  | 表面張力           | Surface Tension                       | ノーマン・バックリー         | ジョセフ・ドハーティ                                  |
| 第8話  | 招待状             | Save the Date                         | クリス・グリスマー           | マット・ウィッテン                                    |
| 第9話  | 心に描くもの       | Picture This                          | パトリック・ノリス           | ジョエル・レノン                                      |
| 第10話 | 天使のような"A"    | Touched by an "A"-ngel                | チャド・ロウ                 | チャーリー・クレイグ マヤ・ゴールドスミス             |
| 第11話 | 告白               | I Must Confess                        | ノーマン・バックリー         | オリバー・ゴールドスティック                          |
| 第12話 | 我が屍を越えて     | Over My Dead Body                     | ロン・ラゴマルシノ           | I・マーレーン・キング                                 |
| 第13話 | 初めての秘密       | The First Secret                      | デイナ・W・ゴンザレス        | I・マーレーン・キング                                 |
| 第14話 | 苦悩と誘惑と罠     | Through Many Dangers,Toils,and Snares | ノーマン・バックリー         | ジョセフ・ドハーティ                                  |
| 第15話 | "A"の協力者        | A Hot Piece of A                      | マイケル・グロスマン         | オリバー・ゴールドスティック                          |
| 第16話 | 追いつめられて     | Let the Water Hold Me Down            | クリス・グリスマー           | ブライアン・M・ホールドマン                           |
| 第17話 | 盲人を導くブロンド | The Blond Leading the Blind           | アーリーン・サンフォード     | チャーリー・クレイグ                                  |
| 第18話 | 偽りのキス         | A Kiss Before Lying                   | ウェンディ・スタンツラー     | マヤ・ゴールドスミス                                  |
| 第19話 | 紛れのない真実     | The Naked Truth                       | エロディ・キーン             | オリバー・ゴールドスティック フランチェスカ・ロリンズ |
| 第20話 | CTRL:"A"           | CTRL:A                                | ロン・ラゴマルシノ           | ジョセフ・ドハーティ ライジャー・J・バラスツ          |
| 第21話 | 暗号解読           | Breaking the Code                     | ロジャー・カンブル           | ジョエル・レノン                                      |
| 第22話 | 父と娘             | Father Know Best                      | チャド・ロウ                 | チャーリー・クレイグ ブライアン・M・ホールドマン      |
| 第23話 | それぞれの見方     | Eye of the Beholder                   | メラリー・メイロン           | ジョセフ・ドハーティ                                  |
| 第24話 | この人形が話せたら | If These Dolls Could Talk             | ロン・ラゴマルシノ           | オリバー・ゴールドスティック マヤ・ゴールドスミス     |
| 第25話 | 仮面の正体         | unmAsked                              | レスリー・リンカ・グラッター | I・マーレーン・キング                                 |

### シーズン3
- 米国初放送：2012年6月5日 - 2013年3月19日
- 日本初放送：2013年10月19日 -  2014年3月29日

|        | タイトル（邦題）   | 原題                                    | 監督                         | 脚本 （第4話を除く）                                                |
| ------ | ------------------ | --------------------------------------- | ---------------------------- | ------------------------------------------------------------------- |
| 第1話  | “あの夜”の出来事   | It Happened 'That Night'                | ロン・ラゴマルシノ           | I・マーレーン・キング                                               |
| 第2話  | 蘇った記憶         | Blood is the New Black                  | ノーマン・バックリー         | オリバー・ゴールドスティック                                        |
| 第3話  | 偽りの盲目         | Kingdom of the Blind                    | チャド・ロウ                 | ジョセフ・ドハーティ                                                |
| 第4話  | 疑惑の羽飾り       | Birds of a Feather                      | ロジャー・カンブル           | Story by: マイケル・J・シンキューマニ Teleplay by: ジョエル・レノン |
| 第5話  | 青い毒薬           | That Girl is Poison                     | チャド・ロウ                 | ブライアン・M・ホールドマン                                         |
| 第6話  | “A”の名残り        | The Remains of the 'A'                  | ノーマン・バックリー         | マヤ・ゴールドスミス                                                |
| 第7話  | 新たな謎           | Crazy                                   | パトリック・ノリス           | アンディ・リーザー                                                  |
| 第8話  | 驚きの告白         | Stolen Kisses                           | チェトナ・フューントス       | ジョセフ・ドハーティ                                                |
| 第9話  | 真実を探るゲーム   | The Kahn Game                           | ウェンディ・スタンツラー     | ライジャー・J・バラスツ                                             |
| 第10話 | 犯人は別の人       | What Lies Beneath                       | パトリック・ノリス           | ジョエル・レノン                                                    |
| 第11話 | ある少女の過去     | Single Fright Female                    | ジョアンナ・カーンズ         | オリバー・ゴールドスティック マヤ・ゴールドスティック               |
| 第12話 | レディキラー       | The Lady Killer                         | ロン・ラゴマルシノ           | I・マーレーン・キング                                               |
| 第13話 | ゴーストトレイン   | This Is a Dark Ride                     | ティム・ハンター             | ジョセフ・ドハーティ                                                |
| 第14話 | 戻ってきた彼女     | She's Better Now                        | ウェンディ・スタンツラー     | オリバー・ゴールドスティック                                        |
| 第15話 | 反撃               | Mona Mania                              | ノーマン・バックリー         | ブライアン・M・ホールドマン                                         |
| 第16話 | 裏切り             | Misery Loves Company                    | I・マーレーン・キング        | I・マーレーン・キング ジョエル・レノン                              |
| 第17話 | 衝撃の事実         | Out of the Frying Pan, Into the Inferno | マイケル・グロスマン         | マヤ・ゴールドスミス                                                |
| 第18話 | 重大な秘密         | Dead to Me                              | アーリーン・サンフォード     | ジョセフ・ドハーティ ライジャー・J・バラスツ                        |
| 第19話 | 恋に破れて         | What Becomes of the Broken-Hearted      | ロン・ラゴマルシノ           | オリバー・ゴールドスティック フランチェスカ・ロリンズ               |
| 第20話 | 窮地               | Hot Water                               | チャド・ロウ                 | アンディ・リーザー                                                  |
| 第21話 | 去る者は日々に疎し | Out of Sight, Out of Mind               | メラリー・メイロン           | ジョエル・レノン                                                    |
| 第22話 | 永遠の絆           | Will the Circle Be Unbroken?            | ロン・ラゴマルシノ           | ジョセフ・ドハーティ                                                |
| 第23話 | 操り人形           | I'm Your Puppet                         | オリバー・ゴールドスティック | オリバー・ゴールドスティック マヤ・ゴールドスミス                   |
| 第24話 | 危険なゲーム       | A dAngerous gAme                        | パトリック・ノリス           | I・マーレーン・キング                                               |

### シーズン4
- 米国初放送：2013年6月4日 - 2014年3月18日
- 日本初放送：2014年10月1日 - 2015年3月20日[23]

|            | タイトル（邦題）   | 原題                          | 監督                         | 脚本                                                                    |
| ---------- | ------------------ | ----------------------------- | ---------------------------- | ----------------------------------------------------------------------- |
| 特別総集編 | ローズウッド入門   | A LiArs Guide to Rosewood     |                              |                                                                         |
| 第1話      | 終わらない“A”      | 'A' is for A-l-i-v-e          | I・マーレーン・キング        | I・マーレーン・キング                                                   |
| 第2話      | 泥まみれの靴       | Turn of the Shoe              | ジョアンナ・カーンズ         | オリバー・ゴールドスティック                                            |
| 第3話      | 次なる標的         | Cat's Cradle                  | ノーマン・バックリー         | ジョセフ・ドハーティ                                                    |
| 第4話      | 疑惑のマスク       | Face Time                     | ノーマン・バックリー         | ジョセフ・ドハーティ                                                    |
| 第5話      | 隠し部屋           | Gamma Zeta Die!               | ミック・ギャリス             | マヤ・ゴールドスミス                                                    |
| 第6話      | 暴かれた銃         | Under the Gun                 | ウェンディ・スタンツラー     | ライジャー・J・バラスツ                                                 |
| 第7話      | 猛烈な突進         | Crash and Burn, Girl!         | ロン・ラゴマルシノ           | ブライアン・M・ホールドマン                                             |
| 第8話      | 衝撃の自白         | The Guilty Girl's Handbook    | ジャニス・クック             | ジャン・オクセンバーグ                                                  |
| 第9話      | 深まる疑念         | Into the Deep                 | チャド・ロウ                 | ジョエル・レノン                                                        |
| 第10話     | 新たなる局面       | The Mirror Has Three Faces    | チェトナ・フューントス       | マヤ・ゴールドスティック                                                |
| 第11話     | 贈り物             | Bring Down the Hoe            | メラリー・メイロン           | オリバー・ゴールドスティック フランチェスカ・ロリンス                   |
| 第12話     | マジック           | Now You See Me, Now You Don't | ノーマン・バックリー         | I・マーレーン・キング ブライアン・M・ホールドマン                       |
| 第13話     | レイベンズウッド   | Grave New World               | ロン・ラゴマルシノ           | ジョセフ・ドハーティ オリバー・ゴールドスティック I・マーレーン・キング |
| 第14話     | 柩の中にいるのは？ | Who's in the Box?             | チャド・ロウ                 | ジョセフ・ドハーティ                                                    |
| 第15話     | 密会               | Love ShAck, Baby              | ノーマン・バックリー         | ライジャー・J・バラスツ                                                 |
| 第16話     | 偶然の目撃         | Close Encounters              | アーサー・アンダーソン       | ジョエル・レノン                                                        |
| 第17話     | 抑えられない怒り   | Bite Your Tongue              | アーリーン・サンフォード     | マヤ・ゴールドスミス                                                    |
| 第18話     | 怪しい教師         | Hot For Teacher               | トリップ・リード             | ブライアン・M・ホールドマン                                             |
| 第19話     | 幻覚               | Shadow Play                   | ジョセフ・ドハーティー       | ジョセフ・ドハーティー                                                  |
| 第20話     | フリーフォール     | Free Fall                     | メラニー・メイロン           | マヤ・ゴールドスミス                                                    |
| 第21話     | 破滅               | She's Come Undone             | チャド・ロウ                 | ジョエル・レノン                                                        |
| 第22話     | 隠蔽               | Covor For Me                  | マイケル・グロスマン         | ブライアン・M・ホールドマン                                             |
| 第23話     | 動き出した謎       | Unbriled                      | オリバー・ゴールドスティック | オリバー・ゴールドスティック マヤ・ゴールドスミス                       |
| 第24話     | Aの正体            | A is for Answers              | I・マーレーン・キング        | I・マーレーン・キング                                                   |

### シーズン5
- 米国初放送：2014年6月10日 - 2015年3月24日
- 日本初放送：2016年11月14日 - 2017年5月15日

|        | タイトル（邦題）                     | 原題                                        | 監督                         | 脚本                                                  |
| ------ | ------------------------------------ | ------------------------------------------- | ---------------------------- | ----------------------------------------------------- |
| 第1話  | ニューヨークからの脱出               | EscApe From New York'                       | ノーマン・バックリー         | I・マーレーン・キング                                 |
| 第2話  | 渦中の少女                           | Whirly Girlie                               | ジョアンナ・カーンズ         | オリバー・ゴールドスティック                          |
| 第3話  | 衝撃を乗り越えて                     | Surfing the Aftershocks                     | チャド・ロウ                 | ジョセフ・ドハーティ                                  |
| 第4話  | 投げ出されて                         | Thrwon form the ride                        | ジャニス・クック             | マヤ・ゴールドスミス                                  |
| 第5話  | 戻る日･･･100回記念                   | Miss Me x 100                               | ノーマン・バックリー         | I・マーレーン・キング                                 |
| 第6話  | ラン・アリソン・ラン                 | Run, Ali, Run                               | ノーマン・バックリー         | ジョネル・レノン                                      |
| 第7話  | 羊Eの沈黙                            | The Silence of E. Lamb                      | ジョシュア・バトラー         | ブライアン・M・ホールドマン                           |
| 第8話  | 私の叫び                             | Scream for Me                               | ベサニー・ルーニー           | オリバー・ゴールドスティック マヤ・ゴールドスミス     |
| 第9話  | 犯罪の経過                           | March of Crimes                             | チャド・ロウ                 | オリバー・ゴールドスティック マヤ・ゴールドスミス     |
| 第10話 | アリソンの暗闇                       | A Dark Ali                                  | アーリーン・サンフォード     | ライジャー・J・バラスツ                               |
| 第11話 | 誰からも愛され理解されることのない私 | No One Here Can Love or Understand Me       | ラリー・レイブマン           | ジョセフ・ドハーティ                                  |
| 第12話 | 守るべき秘密                         | Taking This One to the Grave                | ロン・ラゴマルシノ           | I・マーレーン・キング                                 |
| 総集編 | 死ぬまであなたを愛してる             | We Love You to DeAth                        |                              |                                                       |
| 第13話 | クリスマスを盗んだ“A”の策略          | How the 'A' Stole Christmass                | I・マーレーン・キング        | I・マーレーン・キング カイル・バウン                  |
| 第14話 | 鏡の中にある如く                     | Through a Glass, Darkly                     | チャド・ロウ                 | ジョセフ・ドハーティ ライジャー・J・バラスツ          |
| 第15話 | 新入り                               | Fresh Meat                                  | チェトナ・フューントス       | オリバー・ゴールドスミス マヤ・ゴールドスミス         |
| 第16話 | 身動きできずに                       | Over a Barrel                               | マイケル・グロスマン         | ブライアン・M・ホールドマン                           |
| 第17話 | ペナルティボックス                   | The Bin of Sin                              | トリップ・リード             | ジョネル・レノン                                      |
| 第18話 | 辛いことばかり押し付けられて         | Oh, What Hard Luck Stories They All Hand Me | ジョセフ・ドハーティ         | ジョセフ・ドハーティ                                  |
| 第19話 | 消えろ、忌まわしい染み               | Out, Damned Spot                            | ンジンガ・スチュワート       | ライジャー・J・バラスツ                               |
| 第20話 | 可愛いだけじゃダメ                   | Pretty Isn't the Point                      | メラニー・メイロン           | オリバー・ゴールドスティック フランチェスカ・ロリンズ |
| 第21話 | 血まみれの地獄                       | Bloody Hell                                 | アーリン・サンフォード       | マヤ・ゴールドスミス                                  |
| 第22話 | 司法取引か刑務所か                   | To Plea or Not to Plea                      | アーサー・アンダーソン       | ジョネル・レノン                                      |
| 第23話 | メロディは鳴り続ける                 | The Melody Lingers On                       | ロジャー・カンブル           | ジョセフ・ドハーティ                                  |
| 第24話 | 私は無実、、、絶対に                 | I'm a Good Girl, I Am                       | オリバー・ゴールドスティック | オリバー・ゴールドスティック マヤ・ゴールドスミス     |
| 第25話 | 人形の館へようこそ                   | Welcome to the Dollhouse                    | ロン・ラゴマルシノ           | I・マーレーン・キング                                 |

### シーズン6
- 米国初放送：2015年6月9日 - 2016年3月15日
- 日本初放送：2017年10月10日 - 12月19日[24][25]

|        | タイトル（邦題） | 原題                         | 監督                     | 脚本 (第一話を除く)                                                                        |
| ------ | ---------------- | ---------------------------- | ------------------------ | ------------------------------------------------------------------------------------------ |
| 第1話  |                  | Game On, Charles'            | チャド・ロウ             | Story by: I・マーレーン・キング Teleplay by: I・マーレーン・キング ライジャー・J・バラスツ |
| 第2話  |                  | Songs of Innocence           | ノーマン・バックリー     | ジョセフ・ドハーティ                                                                       |
| 第3話  |                  | Songs of Experience          | ノーマン・バックリー     | ジョセフ・ドハーティ                                                                       |
| 第4話  |                  | Don't Look Now               | アーリーン・サンフォード | ジョネル・レノン                                                                           |
| 第5話  |                  | She's No Angel               | マイケル・グロスマン     | オリバー・ゴールドスティック マヤ・ゴールドスミス                                          |
| 第6話  |                  | No Stone Unturned            | チャド・ロウ             | オリバー・ゴールドスティック マヤ・ゴールドスミス                                          |
| 第7話  |                  | O Brother, Where Art Thou    | ベサニー・ルーニー       | ライジャー・J・バラスツ                                                                    |
| 第8話  |                  | FrAmed                       | ラリー・レイブマン       | ブライアン・M・ホールドマン                                                                |
| 第9話  |                  | Last Dance                   | ジャニス・クック         | オリバー・ゴールドスティック フランチェスカ・ロリンズ                                      |
| 第10話 |                  | Game Over, Charles           | I・マーレーン・キング    | I・マーレーン・キング                                                                      |
| 総集編 |                  | 5 Years Forward              |                          |                                                                                            |
| 第11話 |                  | Of Late I Think of Rosewood  | ロン・ラゴマルシノ       | ジョセフ・ドハーティ                                                                       |
| 第12話 |                  | Charlotte's Web              | ジョアンナ・カーンズ     | ジョネル・レノン ライジャー・J・バラスツ                                                   |
| 第13話 |                  | How the 'A' Stole Christmass | キンバリー・マカロー     | オリバー・ゴールドスティック マヤ・ゴールドスミス                                          |
| 第14話 |                  | The Gloves Are On            | チェトナ・フューントス   | カイル・ブラウン ケイトランド・ブラウン                                                    |
| 第15話 |                  | Do Not Disturb               | メラニー・メイロン       | ブライアン・M・ホールドマン                                                                |
| 第16話 |                  | Where Somebody Waits For Me  | ジョセフ・ドハーティ     | ジョセフ・ドハーティ                                                                       |
| 第17話 |                  | We've All Got Baggage        | パウラ・ハンツィカー     | オリバー・ゴールドスティック                                                               |
| 第18話 |                  | Burn This                    | アーサー・アンダーソン   | マヤ・ゴールドスミス                                                                       |
| 第19話 |                  | Did You Miss Me?             | ロジャー・カンブル       | ジョセフ・ドハーティ                                                                       |
| 第20話 |                  | Hush, Hush, Sweet Liars      | ロン・ラゴマルシノ       | I・マーレーン・キング                                                                      |

### シーズン7
- 米国初放送：2016年6月21日 - 2017年6月27日

|        | タイトル（邦題）     | 原題                               | 監督                         | 脚本 (第二十話を除く)                                                                                  |
| ------ | -------------------- | ---------------------------------- | ---------------------------- | --- |
| 第1話  |                      | Tick-Tock, Bitches'                | ロン・ラゴマルシノ           | I・マーレーン・キング                                                                                  |
| 第2話  |                      | Bedlam                             | ターニャ・マキアナン         | ジョセフ・ドハーティ                                                                                   |
| 第3話  |                      | The Talented Mr. Rollins           | チェトナ・フューントス       | ジョネル・レノン                                                                                       |
| 第4話  | ヒット・アンド・ラン | Hit and Run, Run, Run              | ミッシェル・ゴイ             | マヤ・ゴールドスミス                                                                                   |
| 第5話  | メアリーの手中で     | Along Comes Mary                   | ノーマン・バックリー         | ブライアン・M・ホールドマン                                                                            |
| 第6話  | 真実の行方           | Wanted: Dead or Alive              | ベサニー・ルーニー           | ライジャー・J・バラスツ                                                                                |
| 第7話  |                      | Original G'A'ngsters               | メラニー・メイロン           | ケイトランド・ブラウン                                                                                 |
| 第8話  |                      | Exes and OMGs                      | キンバリー・マカロー         | チャーリー・クレイグ                                                                                   |
| 第9話  |                      | The Wrath of Kahn                  | チャド・ロウ                 | ジョネル・レノン                                                                                       |
| 第10話 |                      | The DArkest Knight                 | アーリーン・サンフォード     | I・マーレーン・キング マヤ・ゴールドスミス                                                             |
| 第11話 |                      | Playtime                           | チャド・ロウ                 | アリソン・N・ネルソン ジョセフ・ドハーティ                                                             |
| 第12話 |                      | These Boots Were Made for Stalking | ロン・ラゴマルシノ           | オリバー・ゴールドスティック                                                                           |
| 第13話 |                      | Hold Your Piece                    | マルタ・カニンガム           | ブライアン・M・ホールドマン                                                                            |
| 第14話 |                      | Power Play                         | ロジャー・カンブル           | ライジャー・J・バラスツ                                                                                |
| 第15話 |                      | In the Eyes Abides the Heart       | トローヤン・ベリサリオ       | ジョセフ・ドハーティ                                                                                   |
| 第16話 |                      | The Glove That Rocks the Cradle    | パウラ・ハンツィカー         | マヤ・ゴールドスミス                                                                                   |
| 第17話 |                      | Draving Miss Crazy                 | オリバー・ゴールドスティック | フランチェスカ・ロリンズ オリバー・ゴールドスティック                                                  |
| 第18話 |                      | Choose or Lose                     | ノーマン・バックリー         | チャーリー・クレイグ                                                                                   |
| 第19話 |                      | Farewell, My Lovely                | ジョセフ・ドハーティ         | ジョセフ・ドハーティ                                                                                   |
| 第20話 |                      | Till Death Do Us Part              | I・マーレン・キング          | Story by: I・マーレーン・キング カイル・バウン Teleplay by: I・マーレーン・キング マヤ・ゴールドスミス |
| 総集編 |                      | A-List Wrap Party                  |                              | |

## 原作既刊一覧
いずれもサラ・シェパード著、中尾眞樹訳、ACブックス刊。
- ライアーズ1 ひみつ同盟、16歳の再会　ISBN 978-4904249178
- ライアーズ2 崩壊のはじまり　ISBN 978-4904249222
- ライアーズ3 誘惑の代償　ISBN 978-4904249284
- ライアーズ4 つながれた絆　ISBN 978-4904249291

## スピンオフ

### レイベンズウッド
『レイベンズウッド』（原題：Ravenswood）は、アメリカ合衆国のテレビドラマで、「プリティー・リトル・ライアーズ」のスピンオフ作品である。
2013年3月26日に制作と同年10月放送予定であることがABCファミリーから発表され、2013年8月21日にアメリカルイジアナ州ニューオーリンズで撮影が始まった。放送開始は2013年10月22日で「プリティ・リトル・ライアーズ」のハロウィンエピソードから続くストーリーであった。2014年2月4日に最終回を迎えた。
2014年2月14日にABCファミリーは当該番組の低視聴率を理由に打ち切りを発表した。

#### あらすじ
ペンシルベニア州にある架空の町レイベンズウッドを舞台に、何世代も続く町にかかった呪いに悩まされる生活で知り合った見知らぬ5人が、町に渦巻く呪いを解くべく町の暗い過去を掘り起こしていく。

#### 出演
プリティ・リトル・ライアーズの登場人物も参照。
- 主演
  - ケイレブ・リバース - (演 - タイラー・ブラックバーン)
  - ミランダ・コリンズ - (演 - ニコール・ゲイル・アンダーソン)
  - レイモンド・コリンズ - (演 - スティーブン・カブラル)
  - ルーク・マシューソン - (演 - ブレット・ディーア)
  - オリバー・マシューソン - (演 - メリット・パターソン)
  - レミー・ビーモント - (演 - ブリトニー・オールドフォード)
  - デリオン・サンダース - (演 - ルーク・ベンワード)
  - オリビア・マシューソン - (演 - メリット・パターソン)
- 助演
  - カウラ・グルンワルド - (演 - メグ・フォスター)
  - サイモン・ビーモント - (演 - ヘンリー・シモンズ)
  - テリー・ビーモント - (演 - ソフィーナ・ブラウン)
  - テス・ハミルトン - (演 - ヘイリー・ルー・リチャードソン)
  - ロシェル・マシューソン - (演 - ローラ・アレン)
  - ベンジャミン・プライス - (演 - ジャスティン・ブルーニング)
  - トム・ベディングトン - (演 - ジェイ・ヒューグリー)
  - エドワード朝時代の幽霊 - (演 - コリーナ・ローシャ)
  - ビー・ハミルトン - (演 - メアリー・エリーズ・ハイデン)
- 特別ゲスト
  - ハンナ・マリン - (演 - アシュレイ・ベンソン)

#### エピソードリスト

##### 第1シーズン
- 米国初放送：2013年10月22日 - 2014年2月4日

|        | タイトル（邦題） | 原題                                                         | 監督                     | 脚本                                                                    |
| ------ | ---------------- | ------------------------------------------------------------ | ------------------------ | ----------------------------------------------------------------------- |
| 第1話  |                  | Pilot                                                        | ロン・ラゴマルシノ       | ジョセフ・ドハーティ オリバー・ゴールドスティック I・マーレーン・キング |
| 第2話  |                  | Death and the Maiden                                         | ロブ・ハーディー         | ジョセフ・ドハーティ                                                    |
| 第3話  |                  | Believe                                                      | ロン・ラゴマルシノ       | ジル・ブロテボーゲル                                                    |
| 第4話  |                  | The Devil Has a Face                                         | アーリーン・サンフォード | オリバー・ゴールドスティック                                            |
| 第5話  |                  | Scared to Deaht                                              | ノーマン・バックリー     | I・マーレン・キング                                                     |
| 第6話  |                  | Revival                                                      | ミック・ギャリス         | ネルソン・ソーラー                                                      |
| 第7話  |                  | Home is Where the Heart Is – Seriously Check the Floorboards | ジャニス・クック         | シーン・レイクラフト                                                    |
| 第8話  |                  | I'll Sleep When I'm Dead                                     | ミック・ギャリス         | ジル・ブロテボーゲル ザカリー・ドズ                                     |
| 第9話  |                  | Along Came a Spider                                          | ジョシュア・バトラー     | オリバー・ゴールドスティック フランチェスカ・ロリンズ                   |
| 第10話 |                  | My Haunted Heart                                             | ロン・ラゴマルシノ       | ジョセフ・ドハーティ                                                    |

### プリティ・リトル・ライアーズ:ザ・パーフェクショニスツ
『プリティ・リトル・ライアーズ:ザ・パーフェクショニスツ』（原題：Pretty Little Liars: The Perfectionists）は、サラ・シェパードの小説「The Perfectionists」(2014年刊)を原作とするテレビドラマ。本作は2013年10月から翌年2月にかけてアメリカ合衆国で放送された「レイベンズウッド」に次ぐ「プリティ・リトル・ライアーズ」のスピンオフ作品である。2017年9月25日にフリーフォームから「プリティ・リトル・ライアーズ」のアリソン・ディローテンティスとモナ・バンダーウォールを主人公にしたスピンオフ作品のパイロット版の制作が発表され、プロデューサーを務めるI・マーレーン・キングが撮影開始を2018年3月を予定していることをツイッター上で述べ、撮影へ向けキャスティングが行われている。2018年1月23日には撮影地についてアメリカオレゴン州ポートランドにて行うことが発表され、1月29日にはソフィア・カーソンが出演することが発表された。3月9日には出演者の追加発表がなされ、ケリー・ラザフォード、シドニー・パーク、ヘイリー・エリン、新人のエリ・ブラウンであることが明かされた。
放送開始は2019年頃を予定。2018年3月14日にフリーフォームはファーストシーンを10話構成とすることを発表した。
本作はビーコンハイツが舞台で、プリティ・リトル・ライアーズに登場したアリソン・ディローテンティスとモナ・バンダーウォールを主人公に物語が展開される。

#### 配役
プリティ・リトル・ライアーズの登場人物も参照。
- アリソン・ディローレンティス - 演:サーシャ・ピーターズ[52]
- モナ・ヴァンダーウォール - 演:ジャネル・パリッシュ[52]
- アヴァ・ジャラリー - 演:ソフィア・カーソン[44][53]
- ケイトリン・マーテル＝ルイス - 演:シドニー・パーク[54]
- ディラン・ライト - 演:エリ・ブラウン[54]
- クレール・ホッチキス - 演:ケリー・ラザフォード[54]
- 謎の人物 - 演:ヘイリー・エリン[45]
- ジェレミー・ベケット - 演:グレアム・トーマス・キング[55]

#### 放映リスト
- 第1シーズン
  - 米国初放送：2019年頃を放送開始予定。[47]

|        | タイトル（邦題） | 原題                       | 監督                               | 脚本(第1話を除く)                                                    |
| ------ | ---------------- | -------------------------- | ---------------------------------- | -------------------------------------------------------------------- |
| 第1話  |                  | Pilot                      | エリザベス・アレン・ローゼンバウム | Story by : I・マーレーン・キング Teleplay by : I・マーレーン・キング |
| 第2話  |                  | Sex, Lies and Alibies      | エリザベス・アレン・ローゼンバウム | I・マーレーン・キング                                                |
| 第3話  |                  | "...If One of Them is Dead | ギアリー・マクロード               | チャーリー・クレイグ                                                 |
| 第4話  |                  | The Ghost Sonata           | ロジャー・カンブル                 | ジョセフ・ドハーティ                                                 |
| 第5話  |                  | The Patchwork Girl         | ロジャー・カンブル                 | ジョセフ・ドハーティ                                                 |
| 第6話  |                  | Lost and Found             | シリ・アップルビー                 | カイル・バウン                                                       |
| 第7話  |                  | Dead Week                  | アーリーン・サンフォード           | ポーラ・ユー                                                         |
| 第8話  |                  | Hook, Line and Booker      | アーリーン・サンフォード           | ネルソン・ソレル                                                     |
| 第9話  |                  | Lie Together, Die Together | ノーマン・バックリー               | チャーリー・クレイグ ケイトランド・ブラウン                          |
| 第10話 |                  | Enter the Professor        | ノーマン・バックリー               | I・マーレーン・キング カイル・バウン                                 |